# Bulls Gap
Bulls Gap è un comune degli Stati Uniti d'America, situato nello Stato del Tennessee, nella Contea di Hawkins.